# Powiat Wałbrzyski
Der Powiat Wałbrzyski ist ein Powiat (Kreis) in der Woiwodschaft Niederschlesien im Süden Polens. Sitz ist die Stadt Wałbrzych (deutsch Waldenburg), die selbst die Rechte eines Powiat hat (kreisfrei ist). Der Powiat zählt auf einer Fläche von 514,2 km² etwa 55.100 Einwohner.

## Geographie
Nachbarpowiate sind im Norden der Powiat Świdnicki und der Powiat Jaworski, im Osten der Powiat Dzierżoniowski und der Powiat Kłodzki, im Süden grenzt der Powiat Wałbrzyski an die Tschechische Republik sowie im Westen an den Powiat Kamiennogórski.

## Gemeinden
Der Powiat umfasst neun Gemeinden, davon drei Stadtgemeinden, zwei Stadt- und Land-Gemeinden, deren Hauptorte ebenso das Stadtrecht besitzen, sowie drei Landgemeinden.
Einwohnerzahlen vom 31. Dezember 2020

### Stadtgemeinden
- Boguszów-Gorce (Gottesberg-Rothenbach) – 15.154
- Jedlina-Zdrój (Bad Charlottenbrunn) – 4789
- Szczawno-Zdrój (Bad Salzbrunn) – 5534

### Stadt-und-Land-Gemeinden
- Głuszyca (Wüstegiersdorf) – 8505
- Mieroszów (Friedland) – 6586

### Landgemeinden
- Czarny Bór (Schwarzwaldau) – 4882
- Stare Bogaczowice (Altreichenau) – 4265
- Walim (Wüstewaltersdorf) – 5392